# Amemasu
Amemasu (雨鱒 (Vũ Tôn)/ アメマス) hay Ō-amemasu (大アメマス) là một sinh vật trông giống cá có kích thước khổng lồ như cá voi trong văn hóa dân gian của người Ainu, Nhật Bản. Một số loài amemasu lớn nhất được cho là sống ở hồ Mashū và hồ Shikotsu ở Hokkaidō, với những con nhỏ hơn sống ở các hồ trên khắp các khu vực phía bắc của Honshu. Amemasu được biết đến với việc lật úp thuyền, tạo ra động đất và gây ra các thảm họa tự nhiên khác.

## Xuất hiện
Một amemasu có thể mang dáng vẻ của con người, thường là của một phụ nữ xinh đẹp, để dụ dỗ những người đàn ông trẻ tuổi đến cái chết của họ. Da của một con amemasu được cho là lạnh và dính, giống như da cá, đó là cách chúng có thể được xác định khi chúng ở dạng người.

## Huyền thoại
Người dân Hokkaido tin rằng amemasu lớn giữ Trái đất. Đôi khi, cá sẽ mệt mỏi và điều này có thể gây ra động đất, tương tự như namazu.
Ở tỉnh Akita, có một nơi gọi là Amemasu Otoshi (アメ鱒落し). Truyền thuyết nói rằng amemasu rất mạnh, nó có thể giết chết một con diều hâu, mặc dù cuối cùng nó đã chết.
Có một hòn đảo ở giữa hồ Kussharo ở Hokkaido. Hồ được cho là nhà của một amemasu lớn, có đầu giống như một tảng đá và có đuôi kéo dài ra sông Kushiro. Một anh hùng Ainu, Otashitonkuru, đã cầm một cây đàn hạc, quyết tâm chọc vào mắt của amemasu. Tuy nhiên, con cá bắt đầu chiến đấu trở lại. Tuyệt vọng giữ chặt cây đàn hạc, Otashitonkuru giữ chặt một tảng đá và amemasu đang vật lộn kéo mạnh đến nỗi tảng đá trở thành hòn đảo giữa hồ.
Trong một câu chuyện, amemasu nuốt một con nai đã xuống hồ để uống, nhưng nước mắt của con nai đã mở bụng cá lớn và giết chết nó. Xác chết khổng lồ của amemasu sau đó chặn hồ và khiến nó có nguy cơ bị ngập lụt. Một vị thần dưới hình dạng một con chim cảnh báo người dân ở các làng gần đó. Dân làng ngược dòng trốn lên vùng đất cao hơn, nhưng người dân ở hạ lưu, không tin con chim, tìm xác của amemasu và kéo nó ra khỏi hồ, sau đó nước ào ào chảy ra với lực mạnh đến nỗi mọi thứ xuôi dòng bị cuốn trôi. Khu vực đó bây giờ là đồng bằng Konsengen'ya phẳng.

## Công dụng khác
Amemasu cũng là một cái tên được đặt cho char đốm trắng, Salvelinus leucomaenis leucomaenis.